# Martin Huthmann
Martin Huthmann (* 27. Dezember 1931 in Offenbach; † 8. Februar 2019 in Jaciara, Brasilien) war ein katholischer Theologe und Gründer des Bonner Oscar-Romero-Hauses. Seit 1983 lebte Martin Huthmann im Mato Grosso und wirkte als Seelsorger in dortigen Basisgemeinden.

## Leben
Martin Huthmann absolvierte die Grundschule in Berlin-Steglitz und Lichterfelde, wohin seine Eltern 1936 gezogen waren, und besuchte dann das dortige Schillergymnasium. Bleibendes Erlebnis war für ihn die Reichspogromnacht 1938, als er auf dem Nachhauseweg einen Jungen mit Judenstern verloren auf der Straße sah. Das weckte in ihm das Geheimnis des Glaubens und der Hoffnung Israels. Die Pfarrei ¨Heilige Familie¨ war für ihn ein sicherer Hort gegen die Nazis; neben der Kirche lag die SS-Kaserne. Bei einem Kurs für Führernachwuchs wurde gefragt: „Ihr wollt doch alle Führer werden?“ da sagte er: ¨Ich nicht¨ und verschwand. Im Sommer 1943 verreiste seine Familie nach Schorin (heute Skórzyno) in Pommern in die Ferien und blieb dort wegen der Bombenangriffe auf Berlin. Im Januar 1945 flüchtete die Familie unter dramatischen Umständen zurück nach Berlin und fand schließlich eine Unterkunft in Blankenburg. Dort erlebten Huthmanns in einem alten Bergwerksstollen das Kriegsende.
1945 zog die Familie zunächst zum Großvater nach Köln und dann nach Memmingen. Martin Huthmann besuchte das Gymnasium in Kempten und machte 1951 das Abitur. Anschließend studierte er zuerst in München und dann in Bonn Philosophie und Theologie und wurde 1958 im Kölner Dom zum Priester geweiht.
Seine Seelsorgertätigkeit begann Huthmann in Porz-Ensen und Bonn-Duisdorf. Er schloss sich der Priestergemeinschaft Jesus Caritas an, die in der Tradition des 1916 ermordeten französischen Missionspriesters Charles de Foucauld steht, der 16 Jahre als Einsiedler unter den Tuareg lebte, um allen Menschen Bruder zu werden ohne zu missionieren. 1962 wurde er als Seelsorger zur Bundesmarine gerufen. Der Militärgeneralvikar sagte, er könne auf den Zerstörern nicht viel ausrichten, aber die Kirche wolle auch unter den Verlassenen sein; er begleitete dort acht Jahre lang die Zerstörer zur See. Seine Erfahrung: ich will keine Macht ausüben, sondern Bruder werden. Danach war er zwei Jahre an Land in einer Unteroffiziersschule in Plön tätig.

### Bonn
1972 wurde Martin Huthmann zunächst Kaplan am Bonner Münster und dann Studentenpfarrer. Da er eine Gelegenheit suchte, um mit Studenten sein Leben zu teilen, verließ er die komfortable Kaplanswohnung am Bonner Münster und zog zusammen mit Studenten in das Haus Viktoriastraße 27, das ihm von der Stadt Bonn zur Verfügung gestellt wurde. Das Haus war ehemals Frauengefängnis, zwischenzeitlich SS-Dienststelle und zuletzt Obdachlosenasyl. In den folgenden Jahren wurden aufwändige Instandsetzungsarbeiten in Eigenleistung erbracht.
Mit interessierten Studierenden gründete Huthmann eine Basisgemeinde, die sich in ihrem Selbstverständnis und Engagement an der lateinamerikanischen Befreiungstheologie orientierte. Die Basisgemeinde beteiligte sich am starken Engagement der Studentengemeinde in der Friedensbewegung, besonders gegen den Nachrüstungsbeschluss mit Mittelstreckenraketen. 1982 wurde Huthmann aufgrund seines politischen und befreiungstheologischen Engagements vom Erzbistum Köln als Studentenpfarrer abgesetzt. Durch einen Spendenbrief ermöglichte er den Kauf des Hauses Heerstraße 205 und machte es mit der Umbenennung in Oscar-Romero-Haus zur Heimat für Menschen und Gruppen, die im Sinne des Erzbischofs von San Salvador Oscar Romero handeln, der sich in seiner salvadorianischen Heimat entschieden auf die Seite der Armen und Entrechteten gestellt hatte und deshalb 1980 von einem Kommando der Militärdiktatur am Altar erschossen worden war.

### Brasilien
1983 entschied sich Martin Huthmann, nach Lateinamerika zu gehen. Ein Mitbruder seiner Priestergemeinschaft brauchte Unterstützung bei der Seelsorge in Jaciara, einer Kleinstadt im Mato Grosso. 1990 wurde Huthmann zum Pfarrer von Jaciara ernannt und blieb es 18 Jahre lang. Er betreute 20 (Basis-)Gemeinden in bis zu 80 km Entfernung und baute auf deren Wunsch Kapellen. Jeden Monat gab es Bibelkurse aus der Erlebniswelt der Armen, anders als in einer privilegierten Gesellschaft, und mit Hilfe lateinamerikanischer Exegese. In dieser Zeit verfasste er zahlreiche Broschüren über Bibel, Katechese und Geschichte der Kirche. Auch als er 2006 mit 75 Jahren das Pfarramt niederlegte, blieb er weiter in Brasilien und engagierte sich in der ökologischen Bewegung (AEMA). 2008 besuchte Martin Huthmann Deutschland zur Feier seines 50-jährigen Priesterjubiläums und 2013 aus Anlass des 40-jährigen Jubiläums des Oscar-Romero-Hauses. Im Februar 2018 feierte er in der Kirche St. Franziskus in Bonn sein 60. Priesterjubiläum. Am 8. Februar 2019 ist Martin Huthmann in Jaciara/Rondonópolis in Brasilien gestorben.